# ویگوهومپولا
ویگوهومپولا (به لاتین: Viguhumpola) یک منطقهٔ مسکونی در سری‌لانکا است که در استان مرکزی (سری‌لانکا) واقع شده‌است.